# 新妻駒五郎
新妻 駒五郎（にいづま こまごろう、1855年12月8日（安政2年10月29日）- 1937年（昭和12年）8月12日）は、幕末の会津藩士、明治から大正期の警察官、政治家。大分県知事、小倉市長を務めた。

## 生涯

### 官僚時代
福島県出身。新妻一郎の長男。戊辰戦争後に上京し、邏卒として警視庁に入る。西南戦争においては抜刀隊士として戦った。1880年（明治13年）に警部補へ昇進して以降は、三重の典獄などを経て、岡山、広島、新潟、千葉、宮城、兵庫、大阪の警部長、警務長、警察部長を歴任した（階級については日本の警察官#階級の変遷を参照）。この間、1900年（明治33年）の義和団の乱で功績があり、仏国、清国より叙勲を受けた。1917年（大正6年）、大分県知事に就任し、4年強在任。知事を退いたのち小倉市長を1期務めている。

### 大分県知事
新妻は政友会系の知事であった。当時の大分県会は政友会系議員が少数で、新妻は予算案成立に野党出し抜きを図ったが失敗している。大分県は高等学校の設立を希望しており、新妻も誘致に動いたが失敗した。しかし文部省から地元の寄付金を条件に高等商業学校の設置案を示された。新妻は条件を受け入れたが、当時の大分は財政に余裕が無く、地元代議士らの交渉によって、寄付金の総額を減らすことで設置が決定した。このほか新妻時代に大分県庁の新庁舎建設が決定している。大分高等商業学校、大分県庁舎の開校、落成は新妻の退任後のこととなった。
新妻は公職にあること48年におよび、公職生活中1日の欠勤もなかった。高等官一等、正四位、勲二等に叙せられている。旧藩の京都守護職時代に京で没した藩士らを葬った黒谷墓地（金戒光明寺）の整備に際しては、寄付金募集の発起人の一人であった。1937年8月12日死去。死後、生誕の地であった猪苗代見禰山に葬られた。享年83。

## 栄典
位階
- 1916年（大正5年）12月28日 - 従四位[7]

勲章
- 1902年（明治35年）12月28日 - 勲五等双光旭日章[8]
- 1920年（大正9年）11月1日 - 勲二等瑞宝章[9]

## 関連書籍
『名典獄評伝 明治・大正・昭和三代の治蹟』日本行刑史研究会